# Винсент, Брэндон
Брэ́ндон Ви́нсент (англ. Brandon Vincent; род. 1 мая 1994, Лос-Анджелес, Калифорния) — американский футболист, выступавший на позиции левого защитника за клуб «Чикаго Файр» и сборную США.

## Клубная карьера
Занятия футболом Винсент начал в детско-юношеской команде «Реал Со Кал» в родном Лос-Анджелесе. В 2012—2015 годах Винсент учился в Стэнфордском университете, где выступал за университетскую команду в Национальной ассоциации студенческого спорта. Во время летних каникул он также выступал за клубы Premier Development League, четвёртого по уровню дивизиона США — «Вентура Каунти Фьюжн» в 2013 году и фарм-команду «Портленд Тимберс» в 2015 году.
На Супердрафте MLS 2016 Винсент был выбран под общим четвёртым номером клубом «Чикаго Файр». Его профессиональный дебют состоялся 6 марта в матче первого тура сезона MLS 2016 против «Нью-Йорк Сити», в котором он вышел в стартовом составе чикагцев. Винсент по итогам голосования попал в состав сборной MLS на матч всех звёзд 2016. 5 июля 2017 года в матче против «Портленд Тимберс» Винсент забил свой первый гол в профессиональной карьере.
30 октября 2018 года в возрасте 24 лет Брэндон Винсент объявил о завершении футбольной карьеры.

## Международная карьера
8 января 2016 года Винсент, на тот момент ещё не являвшийся профессиональным игроком выпускник Стэнфордского университета, был вызван в тренировочный лагерь сборной США в преддверии товарищеских матчей со сборными Исландии 31 января и Канады 5 февраля. На матч с Исландией он заявлен не был, а в матче с Канадой дебютировал за американскую сборную, выйдя на замену после перерыва между таймами вместо Келлина Акосты.
8 января 2018 года Винсент получил вызов в тренировочный лагерь сборной США перед товарищеским матчем со сборной Боснии и Герцеговины, но в заявку на игру, состоявшуюся 28 января, не попал.

## Статистика выступлений

### Клубная статистика
| Выступление      | Выступление      | Выступление      | Лига | Лига | Плей-офф | Плей-офф | Кубок | Кубок | ЛЧ КОНКАКАФ | ЛЧ КОНКАКАФ | Итого | Итого |
| Клуб             | Лига             | Сезон            | Игры | Голы | Игры     | Голы     | Игры  | Голы  | Игры        | Голы        | Игры  | Голы  |
| ---------------- | ---------------- | ---------------- | ---- | ---- | -------- | -------- | ----- | ----- | ----------- | ----------- | ----- | ----- |
| Чикаго Файр      | MLS              | 2016             | 26   | 0    | —        | —        | 4     | 0     | —           | —           | 30    | 0     |
| Чикаго Файр      | MLS              | 2017             | 27   | 2    | 1        | 0        | 2     | 0     | —           | —           | 30    | 2     |
| Чикаго Файр      | MLS              | 2018             | 32   | 1    | —        | —        | 2     | 0     | —           | —           | 34    | 1     |
| Чикаго Файр      | Итого            | Итого            | 85   | 3    | 1        | 0        | 8     | 0     | —           | —           | 94    | 3     |
| Всего за карьеру | Всего за карьеру | Всего за карьеру | 85   | 3    | 1        | 0        | 8     | 0     | —           | —           | 94    | 3     |

Источник: Soccerway

### Международная статистика
| Команда | Год   | Игры | Голы |
| ------- | ----- | ---- | ---- |
| США     |       |      |      |
| 2016    | 1     | 0    |      |
| Всего   | Всего | 1    | 0    |

Источник: National Football Teams